# Cormura brevirostris
Cormura brevirostris (Wagner, 1843) è un pipistrello della famiglia degli emballonuridi, unica specie del genere Cormura (Peters, 1867), diffuso nell'America centrale e meridionale.

## Etimologia
Il termine generico deriva dalla combinazione delle due parole greche κορμός, troncato e ουρά, coda, mentre il termine specifico deriva dalla combinazione delle due parole latine brevis, ossia corto e rostrum, riferito in questo caso alla particolare forma cranica.

## Descrizione

### Dimensioni
Pipistrello di piccole dimensioni, con la lunghezza della testa e del corpo tra 58 e 72 mm, la lunghezza dell'avambraccio tra 44,5 e 49 mm, la lunghezza della coda tra 9 e 17 mm, la lunghezza del piede tra 6 e 9 mm, la lunghezza delle orecchie tra 13 e 16 mm e un peso fino a 11 g.

### Caratteristiche craniche e dentarie
Il cranio presenta un rostro accorciato, una profonda fossa tra le zone lacrimali e la cresta sagittale ben sviluppata. Gli incisivi superiori sono minuscoli, mentre il primo premolare superiore è piccolo e arrotondato. Gli incisivi inferiori sono piccoli e con tre cuspidi. Il primo premolare inferiore è di forma triangolare.
Sono caratterizzati dalla seguente formula dentaria:

### Aspetto
La pelliccia è soffice e densa e si estende sulle membrane alari fino alla metà dell'avambraccio e della tibia. Sono presenti due fasi di colore. Una è bruno-rossastra brillante, mentre l'altra è marrone scuro. Le parti inferiori sono leggermente più chiare. Le orecchie sono triangolari con la punta arrotondata. Il trago è di forma rettangolare, lungo circa un terzo dell'orecchio stesso. La sacca alare è situata circa al centro del propatagio e si estende fino al gomito. È più sviluppata nei maschi. L'uropatagio è ben sviluppato, la coda lo perfora a circa metà della sua lunghezza per divenire libera sopra di esso nella metà terminale. Il calcar è lungo. Le membrane alari sono attaccate alla base del dito più esterno e sono bruno-nerastre. Il cariotipo è 2n=22 FN=40.

### Ecolocazione
Emette ultrasuoni sotto forma di impulsi composti ciascuno da tre segnali ripetuti a frequenze sempre più alte, variabili tra 25,4 kHz del primo a 32,1 kHz del terzo.

## Biologia

### Comportamento
Si rifugia in gruppi di 2-5 individui nelle cavità degli alberi, in tronchi caduti, cavità superficiali alla base di essi e strutture in cemento, particolarmente sotto ponti. L'attività di caccia inizia solitamente subito dopo il tramonto e avviene a circa 5-10 metri dal suolo, il suo volo è veloce e molto distante dalla vegetazione. 

### Alimentazione
Si nutre di piccoli insetti volanti, catturati negli spazi aperti all'interno delle foreste o sopra specchi d'acqua.

### Riproduzione
Femmine gravide sono state osservate a Panama in aprile e maggio, mentre nella Guyana francese ad agosto e settembre.

## Distribuzione e habitat
Questa specie è diffusa nell'America centrale dal Nicaragua centrale, attraverso Panama, Costa Rica, Colombia centrale e orientale, Ecuador orientale, Venezuela, Guyana, Guyana francese, Suriname, Brasile settentrionale e centro-occidentale, Perù orientale fino alla Bolivia settentrionale
Vive nelle foreste sempreverdi umide tropicali fino a 1.000 metri di altitudine, dove è associata a corsi d'acqua ed altri ambienti umidi.

## Conservazione
La IUCN Red List, considerato il vasto areale, classifica C. brevirostris come specie a rischio minimo (Least Concern)).